# Didrik Henning Meijendorff von Yxkull
Didrik Henning Meijendorff von Yxkull, född 26 september 1697 i Hässelby, död 8 februari 1763 på Virsbo, var en svensk friherre och militär.

## Biografi
Didrik Henning Meijendorff von Yxkull föddes som son till friherre Lage Meijendorff von Yxkull och dennes hustru Beata Christina Leijonhufvud, som var dotter till landshövdingen Abraham Leijonhufvud. Fadern var ryttmästare vid Livregementet och modern hovfröken hos drottning Ulrika Eleonora d.ä..
Meijendorff von Yxkull blev den 7 november 1712 student vid Uppsala universitet och blev efter studierna anställd vid Kunglig Majestäts kansli. Han gick samtidigt in i det militära och antogs som volontär vid Livgardet den 2 november 1717. Han erhöll officersfullmakt som fänrik vid regementet den 13 oktober 1718, innan han gick i fransk tjänst såsom kapten 1719.
Hemkommen från Frankrike utnämndes han till kapten vid Upplands regemente den 20 november 1732 och han erhöll avsked från tjänsten den 15 november 1736. Han erhöll överstelöjtnants namn, heder och värdighet den 6 februari 1750. Han dog på Virsbo den 8 februari 1763.

### Familj
Han gifte sig efter hemkomsten från Frankrike med Anna Margareta von Walcker, i hennes tredje gifte. Hon hade fram till 1726 varit gift med handelsmannen i Stockholm Claes Wittmack och hade med sig två barn i boet, varav dottern Anna Margareta Wittmack (1723–1746) gifte sig med handelsmannen Niclas Sahlgren i Göteborg. Via hustrun kom Virsbo bruk i Meijendorff von Yxkulls ägo, då hustruns far Elias von Walcker ägde bruket till sin död 1733.
Makarna Meijendorff von Yxkull fick ett gemensamt barn, sonen Lage Meijendorff von Yxkull. Då sonen dog innan föräldrarna såldes bruket efter moderns död 1765 till Niclas Sahlgren.

### Bostad
Utöver Virsbo ärvde hustrun från sin tidigare make Claes Wittmack det så kallade Wittmarckska huset som ligger på Skeppsbron i Stockholm. Här bodde familjen fram till 1758, då Meijendorff von Yxkull sålde fastigheten den 1 februari.

## Utmärkelser
- Riddare av Svärdsorden - 13 januari 1749